# Mirjam Björklund
Mirjam Carmen Emilia Björklund (ur. 29 lipca 1998 w Sztokholmie) – szwedzka tenisistka.

## Życie prywatne
20 lipca 2023 roku zaręczyła się z kanadyjskim tenisistą Denisem Shapovalovem.

## Kariera tenisowa
W rozgrywkach zawodowych zadebiutowała w 2014 roku, biorąc udział w turnieju rangi ITF w Båstad. Na swoim koncie ma wygranych dziesięć turniejów w grze pojedynczej i dwa w grze podwójnej rangi ITF. 20 czerwca 2022 zajmowała najwyższe miejsce w rankingu singlowym WTA Tour – 123. pozycję, natomiast 31 stycznia 2022 osiągnęła najwyższą lokatę w deblu – 281. miejsce.
W czerwcu 2021 roku w parze z Leonie Küng wygrała turniej deblowy kategorii WTA 125 w Båstad.

## Finały turniejów WTA 125
| Legenda                   | Legenda |
| ------------------------- | ------- |
| Wielki Szlem              |         |
| Igrzyska olimpijskie      |         |
| WTA Tour Championships    |         |
| od 2021                   |         |
| WTA 1000 (obowiązkowe)    |         |
| WTA 1000 (nieobowiązkowe) |         |
| WTA 500                   |         |
| WTA 250                   |         |
| WTA 125                   |         |

### Gra podwójna 1 (1–0)
| Końcowy wynik | Nr | Data          | Turniej | Nawierzchnia | Partnerka   | Przeciwniczki                       | Wynik finału   |
| ------------- | -- | ------------- | ------- | ------------ | ----------- | ----------------------------------- | -------------- |
| Zwyciężczyni  | 1. | 10 lipca 2021 | Båstad  | Ceglana      | Leonie Küng | Tereza Mihalíková Kamilla Rachimowa | 5:7, 6:3, 10–5 |

## Wygrane turnieje rangi ITF
| turnieje z pulą nagród 100 000 $ |
| turnieje z pulą nagród 80 000 $  |
| turnieje z pulą nagród 60 000 $  |
| turnieje z pulą nagród 25 000 $  |
| turnieje z pulą nagród 15 000 $  |

### Gra pojedyncza
|     | Data       | Turniej  | Naw.      | Przeciwniczka             | Wynik            |
| 1.  | 16/07/2017 | Knokke   | Ceglana   | Marie Temin               | 6:3, 6:4         |
| 2.  | 22/07/2018 | Bruksela | Ceglana   | Julyette Steur            | 7:5, 6:1         |
| 3.  | 27/01/2019 | Monastyr | Twarda    | Gozal Ajnitdinowa         | 6:2, 7:5         |
| 4.  | 24/02/2019 | Monastyr | Twarda    | Despina Papamichail       | 1:6, 7:6(3), 6:3 |
| 5.  | 25/03/2019 | Tabarka  | Ceglana   | Chantal Škamlová          | 6:3, 6:2         |
| 6.  | 05/05/2019 | Pula     | Ceglana   | Gabriela Cé               | 6:3, 7:6(3)      |
| 7.  | 15/08/2021 | Koksijde | Ceglana   | Dea Herdželaš             | 7:6(6), 6:3      |
| 8.  | 31/10/2021 | Austin   | Twarda    | Kayla Day                 | 2:6, 6:2, 6:2    |
| 9.  | 24/04/2022 | Orlando  | Ceglana   | Alexandra Cadanțu-Ignatik | 6:3, 6:4         |
| 10. | 25/06/2023 | Ilkley   | Trawiasta | Emma Navarro              | 6:4, 7:5         |